# فرودگاه آبی سیکس مایل لیک
فرودگاه آبی سیکس مایل لیک (به انگلیسی: Six Mile Lake Water Aerodrome) یک فرودگاه خصوصی است که یک باند فرود آب دارد. این فرودگاه در کشور کانادا قرار دارد و در ارتفاع ۱۹۰ متری از سطح دریا واقع شده است.